# Vale tudo
Pour les articles homonymes, voir Valétudo.

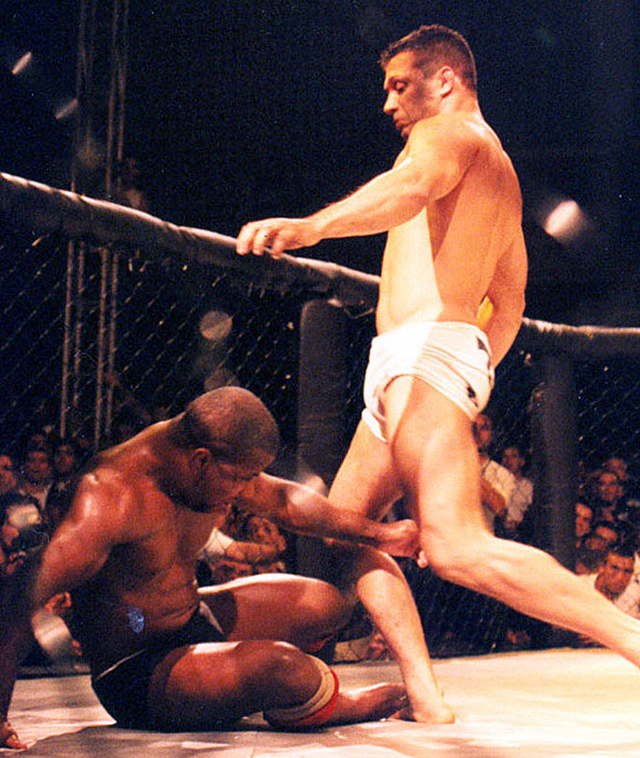
Renzo Gracie donnant un coup de pied à la tête d' lors du Pentagon Combat.

Le vale tudo, qui peut être traduit par « tout est permis », est une forme de combat libre née au Brésil au XXe siècle. Les combats ne sont régis que par quelques règles :
- interdiction de mettre les doigts dans les yeux ;
- interdiction de mettre les doigts dans un quelconque orifice ;
- interdiction de frapper la colonne vertébrale.
- interdiction de mordre

Tout le reste est autorisé.